# Панов, Павел Григорьевич
Павел Григорьевич Панов (25 сентября 1919, Полибино, Симбирская губерния — 21 апреля 1945, Мадюзее) — лейтенант Рабоче-крестьянской Красной армии, участник Великой Отечественной войны, Герой Советского Союза (1945).

## Биография
Павел Панов родился 25 сентября 1919 года в селе Полибино Семёновской волости Алатырского уезда Симбирской губернии (ныне село относится к Порецкому району Чувашии). После окончания семи классов школы работал слесарем на заводе в Чебоксарах, занимался в аэроклубе. В 1940 году Панов был призван на службу в Рабоче-крестьянскую Красную армию. В 1941 году он окончил Энгельсскую военную авиационную школу пилотов, в 1944 году — школу командиров звеньев. С июня 1944 года — на фронтах Великой Отечественной войны.
К апрелю 1945 года лейтенант Павел Панов был заместителем командира эскадрильи 103-го штурмового авиаполка 230-й штурмовой авиадивизии 4-й воздушной армии 2-го Белорусского фронта. К тому времени он совершил 125 боевых вылетов на штурмовку скоплений боевой техники и живой силы противника, нанеся ему большие потери.
21 апреля 1945 года при возвращении с боевого задания самолёт Панова был сбит зенитной артиллерией противника к юго-западу от Штеттина и врезался в восточный берег озера Мадюзее у населённого пункта Грос-Кюссов, весь экипаж погиб.
Указом Президиума Верховного Совета СССР от 18 августа 1945 года за «отвагу и героизм, проявленные при нанесении штурмовых ударов по врагу», лейтенант Павел Панов посмертно был удостоен высокого звание Героя Советского Союза. Также был награждён орденом Ленина, двумя орденами Красного Знамени, орденами Отечественной войны II-й степени и Красной Звезды, рядом медалей.
В честь Панова названа улица в его родном селе.